# 伦纳德·库克
伦纳德·库克（英語：Leonard Cook，1913年4月20日—1991年10月10日），澳大利亚男子拳击运动员。他曾代表澳大利亚参加1934年大英帝国运动会拳击比赛，获得一枚金牌。他也曾参加1936年夏季奥林匹克运动会。